# Giusy Astarita
Giusy Astarita (Vico Equense, 18 aprile 1988) è una pallavolista italiana.
Gioca nel ruolo di schiacciatrice nel VolAlto Caserta.

## Carriera
La carriera professionista di Giusy Astarita inizia nel Vicenza Volley, giocando in Serie A1 nella stagione 2004-05; dopo due annate, viene ceduta in prestito alla Robur Tiboni Urbino Volley, con cui disputa la Serie A2 2006-07. Tornata al club vicentino, nella stagione 2007-08 gioca con la formazione che milita nel campionato di Serie B1.
Nella stagione 2008-09 viene ingaggiata dalla Pallavolo Volta, in Serie A2, mentre nella stagione successiva è alla Pallavolo Pontecagnano Faiano, sempre in serie cadetta, con la quale gioca per tre campionati.
Nell'annata 2012-13 veste la maglia dell'IHF Volley di Frosinone, in Serie A2, vincendo una Coppa Italia di categoria: grazie al ripescaggio nella squadra in Serie A1, disputa la stagione 2013-14 nella massima divisione italiana, categoria dove rimane anche nell'annata successiva con la Pallavolo Scandicci, prima di essere ceduta a campionato in corso alla Pro Victoria, in serie cadetta.
Resta in Serie A2 anche nella stagione 2015-16 per difendere i colori del New Volley Libertas di Aversa e in quella 2016-17 con il VolAlto Caserta.

## Palmarès

### Club
- Coppa Italia di Serie A2: 1

2012-13